# مارد الأمنيات
مارد الأمنيات ((الكورية: 다 이루어질지니)) مسلسل كوميدي رومانسي خيالي كوري جنوبي قادم، من تأليف كيم أون سوك، وإخراج أهن جيل-هو. ومن بطولة كيم وو بين، باي سوزي. من المقرر اصداره على نتفليكس في 3 أكتوبر 2025.

## القصة
يستيقظ جنّي يُدعى جين من سبات طويل دام آلاف السنين. لم يُحقق أمنية منذ زمن، لكن كل ذلك يتغير عندما يلتقي بفتاة تُدعى كا يونغ. حياة كا يونغ روتينية رتيبة، تحكمها قواعد جدتها الصارمة. تُكافح من أجل البقاء وتواجه مشاكل عاطفية مُعقدة. عندما تلتقي بجين، تتغير حياتهما إلى الأبد. يمنح جين كا يونغ ثلاث أمنيات، وتكون رحلتهما مليئة بالصراع والكوميديا.

## الطاقم
- كيم وو بين في دور جين[5]
- باي سوزي في دور كا يونغ[5]
- أهن أون جين في دور مي جو، سيدة غامضة[5]
- نوه سانغ هيون في دور سو هيون، اخ جين ومنافسه [5]
- كو كيو-بيل في دور ساييد، مساعد جين/جاكوار أسود سري.[5]
- لي جو يونغ في دور مين جي، صديقة كا يونغ الوحيدة[5]

## الانتاج
في 4 فبراير 2025، أُقيمت فعالية "التالي على نتفليكس 2025 كوريا" في فندق فيرمونت أمباسادور في يويدو، سيئول. وخلال هذه الفعالية، كشفت نتفليكس عن قائمة أعمالها الكورية والعالمية لعام 2025، ومنها . "مارد الأمنيات"، وهو مشروع عودة الكاتبة كيم أون سوك، ولقاء كيم وو بين وسوزي مع الكاتبة كيم بعد 13 عام من مسلسل الورثة الذي كتبته كيم.
المسلسل من اخراج أهن جيل-هو، من اعماله ذكريات الشباب (2020)، السعادة (2021)، مجد الانتقام (2022-23). وهو من تخطيط استوديو دراغون وانتاج من قبل شركتها التابعة هوا أند دام بيكتشرز.
كان من اخراج لي بيونغ-هون، لكن في 27 يناير 2025، اعلن عن انسحابه من من اخراج المسلسل لاسباب شخصية، مع انضمام اهن جيل-هو مخرجا للمسلسل.

## روابط خارجية
- مارد الأمنيات على موقع IMDb (الإنجليزية)
- مارد الأمنيات على موقع نتفليكس (الإنجليزية)
- مارد الأمنيات على هانسينما